# گریز (فیلم ۱۹۷۲)

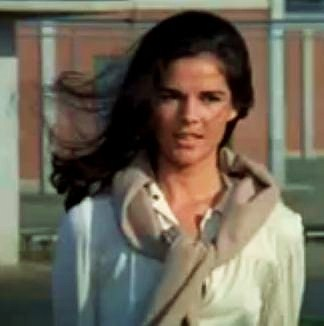
الی مک‌گرو در نمایی از فیلم

گریز (انگلیسی: The Getaway) یک فیلم مهیج سرقت بر اساس رمانی از جیم تامپسون به کارگردانی سم پکینپا است که در سال ۱۹۷۲ منتشر شد.
این فیلم در ایران با عنوان این فرار مرگبار به نمایش درآمد.
پیتر بوگدانوویچ، کارگردان فیلم تحسین‌شده "The Last Picture Show"، در ابتدا برای کارگردانی "گریز" انتخاب شد. جیمز تامپسون نیز برای نوشتن فیلمنامه استخدام شد، اما اختلافات بین او و استیو مک‌کویین منجر به اخراج هر دو شد. در نهایت، وظیفه نویسندگی به والتر هیل و کارگردانی به سم پکینپا سپرده شد. فیلمبرداری اصلی در ۷ فوریه ۱۹۷۲ در تگزاس آغاز شد.
این همکاری مجدد مک‌کویین و پکینپا پس از فیلم "جونیور بونر" بود که در همان سال اکران شد اما موفقیت مالی چندانی نداشت.
در سال ۱۹۹۴ فیلم گریز با حضور الک بالدوین و کیم بسینگر ساخته شد که بازسازی این فیلم است.

## خلاصه داستان
«داک مک‌کوی» با کمک همسرش، «کارول مک‌کوی» و «جک بینن»، سوداگری فاسد و قدرتمند از زندان آزاد می‌شود تا نقشه «بینن» را برای سرقت از بانکی در یکی از شهرهای کوچک تگزاس عملی کند. او برخلاف میلش، با دو تن از افراد «بینن»، «رودی باتلر» و «فرانک جکسون» همراه می‌شود.
در جریان سرقت، وقتی «داک» با پول‌ها از بانک خارج می‌شود، «جکسون» که وحشت کرده، به نگهبان شلیک می‌کند. «باتلر» پس از خلاصی از دست «جکسون» در محل قرار با «داک» سعی می‌کند به او نارو بزند. «داک» به او شلیک می‌کند اما جلیقه نجات مانع مرگش می‌شود. «داک» به سراغ «بینن» می‌رود که حالا هم پول‌ها و هم «کارول» را می‌خواهد، اما به دست «کارول» کشته می‌شود.
آن دو با پول‌ها فرار می‌کنند در حالی که هم افراد «بینن» و هم «باتلر» در تعقیب شان هستند. تا اینکه سرانجام در متلی محاصره می‌شوند. اما «داک» موفق به کشتن «باتلر» و بیشتر افراد «بینن» می‌شود و همراه «کارول» و پول‌ها از مرز مکزیک می‌گذرد.

## بازیگران
- استیو مک‌کوئین در نقش داک مکوی
- الی مک‌گرو در نقش کارول / دوبله: ژاله کاظمی
- بن جانسون در نقش جک بینن / دوبلور: فرشید فرزان
- سالی استروتهرس در نقش فران کلینتون
- اسلیم پیکنز در نقش کابوی
- ریچارد برایت در نقش دزد
- بو هاپکینز در نقش فرانک جکسن
- جک دادسون در نقش هرولد کلینتون
- آل لتیری در نقش رودی باتلر
- داب تیلر در نقش لوگین

## اکران و بازخوردها
- تاریخ اکران: ۱۹ دسامبر ۱۹۷۲
- با وجود نقدهای منفی اولیه، بسیاری از منتقدان در بازبینی‌های بعدی آن را تحسین کردند
- فروش گیشه: بیش از ۳۶ میلیون دلار (هشتمین فیلم پرفروش ۱۹۷۲)
- یکی از پردرآمدترین آثار حرفه‌ای پکینپا و مک‌کویین

## نسخه بازسازی شده
نسخه بازسازی شده این فیلم به کارگردانی «راجر دونالدسون» و با مشارکت «والتر هیل» در نویسندگی، در ۱۱ فوریه ۱۹۹۴ منتشر شد. در این نسخه بازیگرانی چون «الک بالدوین»، «کیم بیسینجر»، «مایکل مدسن»، «جیمز وودز»، «دیوید مورس» و «جنیفر تیلی» ایفای نقش کردند.
این بازسازی با واکنش منفی منتقدان روبرو شد و بسیاری آن را نسخه‌ای کلیشه‌ای و فاقد خلاقیت از اثر اصلی پکینپا دانستند. خود بالدوین در سال ۲۰۰۸ این فیلم را یک «شکست سینمایی» خواند.